# Philodromus jimredneri
Philodromus jimredneri là một loài nhện trong họ Philodromidae.
Loài này thuộc chi Philodromus. Philodromus jimredneri được Mauricio Jiménez miêu tả năm 1989.